# Civis romanus sum

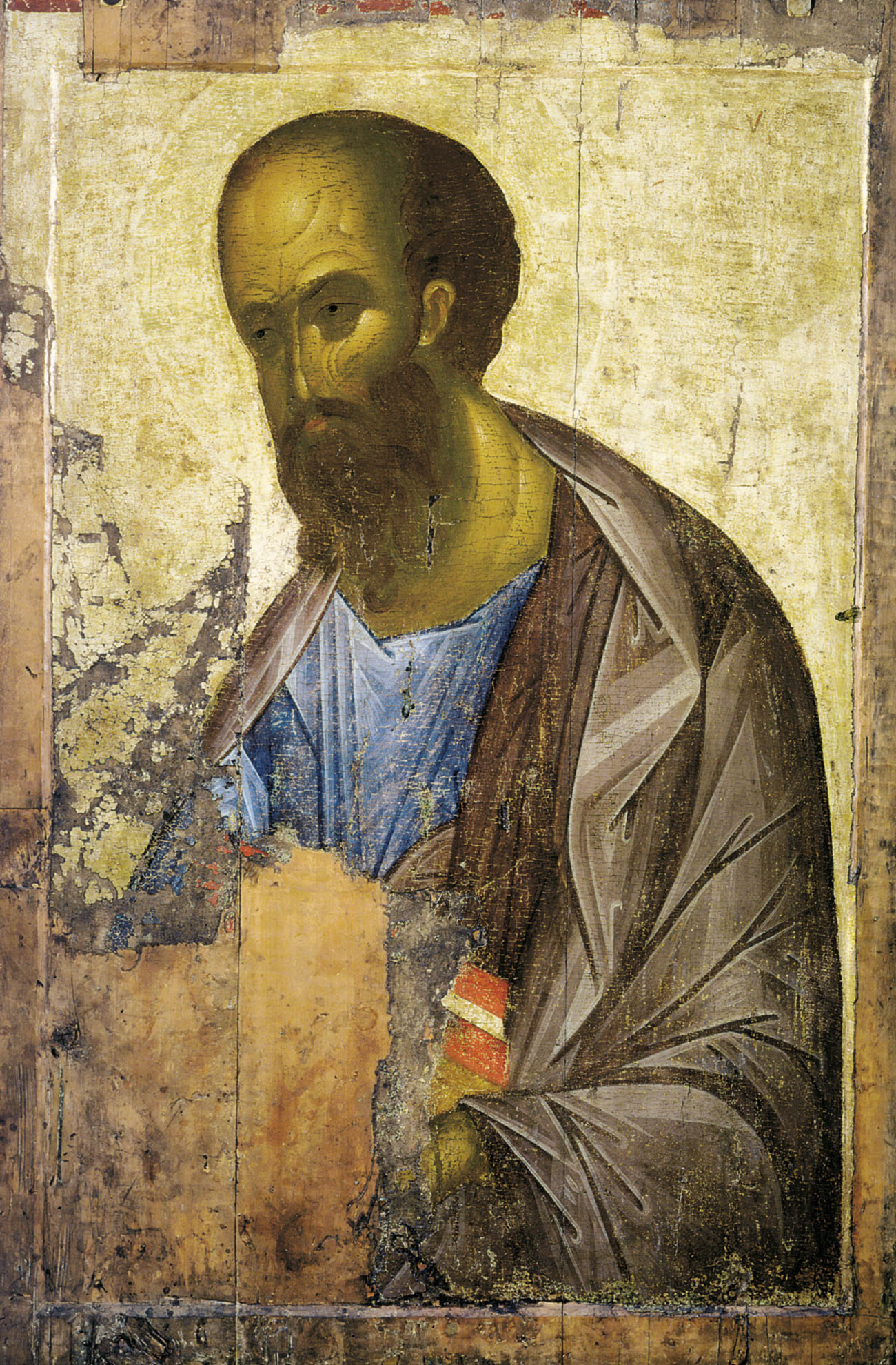
Apóstolo Paulo, cuja cidadania romana o livrou do açoitamento

"Civis Romanus sum" (pron. Cīvis Rōmānus sum, "Eu sou um cidadão romano") é uma locução latina que indicava a filiação à civlização romana, e subentendia, lato sensu, todos os direitos (e deveres) associados com o tal status.
Frase repetida com orgulho por diversos personagens importantes da história romana, tinha a função de enfatizar os privilégios dados aos cidadãos romanos. Mesmo prisioneiros podiam gozar das vantagens desta prerrogativa, para que subsequentemente recebessem tratamento favorável. Paulo de Tarso, ao ser julgado e fazer seu apelo ao imperador romano, mencionou seu direito, como cidadão de Roma, de ser julgado em Roma, e o processo judicial foi suspenso até que ele, acorrentado e escoltado por guardas, fosse levado até a capital.
A locução foi citada por Lorde Palmerston, que, em 25 de junho de 1850, afirmou que todo cidadão britânico no mundo deveria ser protegido pelo Império Britânico como um cidadão romano era na época do Império Romano.

Foi citada pelo presidente americano John F. Kennedy, em seu discurso "Ich bin ein Berliner", realizado em Berlim Ocidental no dia 26 de junho de 1963:

Há dois mil anos, não havia frase que se dissesse com mais orgulho do que civis Romanus sum ("sou um cidadão romano"). Hoje, no mundo da liberdade, não há frase que se diga com mais orgulho que 'Ich bin ein Berliner'